# ねこねこソフト
ねこねこソフトは、株式会社ソルジャーブルーによるアダルトゲームのブランド。同人ソフトサークル「ステージなな」が母体となった。

## 概要
アダルトゲーム業界にあってなお独特の存在感を持つメーカーであったが、2006年（平成18年）5月26日に発売された『Scarlett』を最後の作品として、同年10月1日を以って活動を停止した。ただし、後述の「コットンソフト」はソルジャーブルーブランドであり、会社が清算されたわけではない。
活動停止前の最後の公的活動は、2006年（平成18年）8月11日から13日に行われたコミックマーケット70への参加であった。その後、ファン向けに製作したCD集『ねこサウンドコレクション』が活動停止前の最後の製品である（公式ウェブサイト上での通販限定商品）。
なお、活動停止発表以降の公式サイトは2006年（平成18年）9月末までの更新とし、同年10月1日よりサポート、トップページ、MMR日記（スタッフ日記）のみを残す縮小運営に切り替わっていた（「何か情報がある時だけお知らせする程度」とあり、TOP絵とMMR日記も時たま更新されていた）。
ねこねこソフトのスタッフはまた同じメンバーでゲーム制作を続けたいという意思を持っており、木緒なちを中心として新規ブランドの「コットンソフト」を立ち上げた。ただし、ねこねこソフト中心人物の片岡ともは「コットンソフト」の活動に参加しなかった。
活動停止から1年9ヶ月のブランクを経た2008年（平成20年）7月16日、公式サイトにて活動再開を発表した（再開日付は2008年（平成20年）7月15日付）。今後は「作りたいモノがあり、作れる状況にあり、PCプラットが最も似合うと思える」時に、ねこねこソフトとして制作するとしている。
2008年（平成20年）11月30日から、過去作品の一部ソフトウェアと『ねこサウンドコレクション』（ねこサントラ）について、自社通販による再発売を行っている。2009年（平成21年）6月30日にはオフィシャルダウンロードストアを開設し、過去作品の一部ソフトウェアのダウンロード販売を行っている。これらのソフトウェアは以前の通信販売とは異なり、受付期間の限定は行われていない。再発売されたソフトウェアはWindows Vistaにも対応している。
2009年（平成21年）9月18日には、活動再開後の第1作『そらいろ』が、2011年（平成23年）4月8日には、活動再開後の第2作『White 〜blanche comme la lune〜』が発売されている。
2014年（平成26年）4月には、ねこねこソフト15周年を記念して、萌えエロに特化した新ブランド「こねこソフト」を設立。2015年（平成27年）5月29日には、ねこねこソフト15周年記念作品『すみれ』が発売された。
2018年（平成30年）に、中国の四川省・成都市に拠点を置く「Nekoday」（簡体字: 成都猫之日网络科技有限公司）が発足し、2020年（令和2年）1月には、日中合同制作による新作AVG『Christmas Tina ‐泡沫冬景‐』がNekodayブランドで発売された。『Christmas Tina』は中国で50万本を売り上げる大ヒットとなった。
2020年（令和2年）12月に、湖北省・武漢市に拠点を置くYAMAYURI GAMESとの共同開発作品『神の国の魔法使い』を発表。2022年（令和4年）1月28日に発売された。

## 特徴

### ぽんこつ
ねこねこソフトのほとんどのゲームに登場するキャラクター属性の一つで、おっちょこちょいで天然ボケのキャラクターが「ぽんこつ」と呼ばれる。
以下は各作品で「ぽんこつ」と呼ばれるキャラ。
- White 〜セツナサのカケラ〜 - 宮原和泉（初代ぽんこつ）
- 銀色 - 狭霧（ぽんこつ亜種）
- みずいろ - 早坂日和（2代目ぽんこつ。キング・オブ・ぽんこつ。日和先生とも呼ばれる／コンシューマー版で追加された攻略ルートの日和は「新ぽん」と呼ばれる）
- 朱 - チュチュ（ぽんこつ亜種）
- 120円の夏 - なつみ（当初は名前が無く、「ハコネさん」または「夏ハコネ」と呼ばれた）
- ラムネ - 近衛七海（3代目ぽんこつ継承者。七海先生とも呼ばれる）・佐倉裕美（コンシューマー版の「新・佐倉」のみ）
- サナララ - 椎名希未（ぽんこつ度は低いが、のぞみ先生と呼ばれる）
- Scarlett - アメリア・ウィークス（ややぽんこつ、またはぽんこつ子爵）
- そらいろ - 友坂つばめ（七海の娘。東京ドーム3杯分のぽんこつ。つばめ先生と呼ばれる）

当然ながら、キャラにより「ぽんこつ度」には差がある。2006年（平成18年）3月16日からウェブサイト上で無料配布された『ぷちファンディスクみたいなの』には「ぽんこつカウンター 2006年版」が収録されており、ぽんこつ度に応じて以下のような順位づけがされている。
(MAX) 早坂日和 > 宮原和泉 > 近衛七海（以上3名は「王家の先生方」） > 新・佐倉 > アメリア（“ぽんこつ子爵”程度） > なつみ > 椎名希未 > 新ぽん（コンシューマー版の早坂日和） > チュチュ > 狭霧 (MIN)

### みずいろシステム
みずいろ以降、ねこねこソフトの学園もののゲームで採用されているシステム。過去パートと現代パートに分かれており、過去パートでとった行動によって現代パートが変化するようになっている。
「みずいろシステム」の名前はそらいろのゲーム紹介で初めて使用された。

### おかえしCD
ねこねこソフトのファンクラブ「しょんぼりファンクラブ」会員に対し不定期に送られていたCD。完全無料なのが大きな特徴であった。

### おかえしCDの歴史
- White おかえしFD
- 銀色 どうもありがとうですCD
- みずいろ おかえしCDその1
- みずいろ おかえしCDその2
- FC おかえしCDその1
- FC おかえしCDその3
- FC おかえしCDその4
- FC おかえしCDその5（銀色 完全版（ボイス無し）同封版と、同封無し版の2種類存在する）
- FC おかえしCDその5.5
- ファンクラブ用小冊子（2011年7月14日発送）
- FC おかえしCDその6
- FC おかえしCDその7
- FC おかえしCDその7.5（2012年3月9日発送）
- FC おかえしCDその8（2022年12月8日発送）

（おかえしCDその2は欠番。スタッフの片岡ともがコミックマーケット限定で配ったもの（おかえしCDその1に近い内容らしい）を勘違いして数えたため）
White おかえしFDは、郵送時に一部ユーザーへMacフォーマットのブランクディスクが送られるトラブルがあった。

### コミックマーケット出展
コミックマーケットにおいて第70回（2006年（平成18年）夏）まで企業ブースに出展していたが、出展企業名を「ねーこねこソフト」や「ねこねこソフー」等とすることがしばしばあった。
また、出展時のスタッフはオリジナルのジャンパーを着ていたが、これには「ねこねこ製作所」と描かれていた。2008年（平成20年）の活動再開後は、コットンソフトへの委託参加、現在は共同で出展している。

### 垂れ幕
ソフマップなんばザウルス1号店で2002年（平成14年）5月から2006年（平成18年）5月の間、不定期でねこねこソフトの垂れ幕が計7枚掲示された。主にゲーム発売前の時期に広告用で掲示されていたが、最初の垂れ幕は人気投票優勝記念で企画されたものである。これらの垂れ幕に一番登場回数が多かったキャラは「メカ進藤」であった（隅の方に小さく登場することが多かった）。
また、メッセサンオーPCソフト館なんば店でも、2002年（平成14年）12月から2005年（平成17年）8月の間、ねこねこソフトの垂れ幕が計4枚掲示された。

## 作品一覧
発売日は、ねこねこソフト過去作品の修正差分ファイルのリスト等による。
- 2000年（平成12年）1月28日 - White 〜セツナサのカケラ〜（TGL内の「くるみ」ブランドからの発売）
- 2000年（平成12年）8月31日 - 銀色
- 2001年（平成13年）4月13日 - みずいろ
- 2001年（平成13年）8月31日 - 銀色 完全版
- 2002年（平成14年）1月25日 - ねこねこファンディスク
- 2003年（平成15年）6月13日 - 朱 -Aka-
- 2003年（平成15年）12月12日 - ねこねこファンディスク2
- 2004年（平成16年）7月30日 - ラムネ
- 2004年（平成16年）12月10日 - 麻雀
- 2005年（平成17年）4月29日 - サナララ
- 2006年（平成18年）3月16日 - ぷちファンディスクみたいなの（ウェブサイト上で無料配布）
- 2006年（平成18年）5月26日 - Scarlett
- 2006年（平成18年）10月 - ねこサウンドコレクション（ゲームではなくCD集、通販限定）
- 2009年（平成21年）9月18日 - そらいろ
- 2010年（平成22年）2月26日 - ねこねこファンディスク3
- 2011年（平成23年）4月8日 - White 〜blanche comme la lune〜
- 2012年（平成24年）4月27日 - ゆきいろ 〜空に六花の住む町〜
- 2012年（平成24年）10月26日 - サナララR
- 2013年（平成25年）11月29日 - そして煌めく乙女と秘密5
- 2014年（平成26年）1月31日 - 麻雀2014
- 2014年（平成26年）5月30日 - 120円の春PC
- 2014年（平成26年）7月25日 - ねこまっしぐら〜ねこみみカフェにようこそ〜（「こねこソフト」ブランド名義）
- 2015年（平成27年）2月22日 - 15周年記念ねこねこコンプリートBOX（15年間の活動の全てをまとめたDVD-BOX）[14]
- 2015年（平成27年）5月29日 - すみれ
- 2017年（平成29年）1月27日 - ラムネ2
- 2017年（平成29年）10月27日 - ルリのかさね 〜いもうと物語り〜
- 2018年（平成30年）12月21日  - ねこねこファンディスク4
- 2022年（令和4年）1月22日 - 20周年ねこコンプ（ねこ20周年記念限定BOX、『すみれ』以前の作品を収録したDVD-BOX、通販限定）[15]
- 2022年（令和4年）1月28日 - 神の国の魔法使い
- 2024年（令和4年）9月23日 - ぷちファンディスク
- 2025年（令和7年）3月23日[16] - みずいろリメイク（通販先行販売）[17]

## 主な参加スタッフ
太字はコットンソフトに引き続き在籍
原画
- ねこにゃん
- 秋乃武彦
- 葵渚 - セルワークスのブランド「TRUST」所属後、2007年（平成19年）からフリーに
- オダワラハコネ
- 朝祇もみじ - みるくそふとへ移籍
- 綾瀬悠
- 神代舞
- 司ゆうき
- あんころもち
- u-r

シナリオ
- 秋津環
- 木緒なち
- 海富一
- 中森南文里
- 高嶋栄二 - みるくそふとへ移籍
- 東トナタ - みるくそふとへ移籍